# ウィンター・ウォー 厳寒の攻防戦
『ウィンター・ウォー 厳寒の攻防戦』 (ウィンターウォー げんかんのこうぼうせん フィンランド語：Talvisota) は、1989年のフィンランドの戦争映画。監督は冬戦争勃発時に生まれたペッカ・パリッカ。アンティ・トゥーリによる小説『Talvisota』を原作としている。ソビエト連邦との冬戦争を舞台に、カレリア地峡を防衛する南オストロボスニアの歩兵連隊の物語で、特にカウハヴァに配置された予備役小隊に焦点を当てている。冬戦争開戦50周年である1989年11月30日にフィンランドとスウェーデンで公開され、12月にはアメリカで公開された。
本作は6つのユッシ賞を受賞し、第63回アカデミー賞の外国語映画賞のフィンランド部門に選出された。
日本では1991年に123分の短縮版がVHSスルーされ（2006年にDVD化）、2017年に197分のオリジナル完全版が劇場公開された。

## ストーリー
第二次世界大戦が始まった1939年、ソビエト連邦はカレリア地峡の国境線についてフィンランド政府と交渉を開始した。しかし交渉は難航。赤軍の侵攻の脅威が迫る中、10月13日にフィンランド軍の予備役が招集された。南オストロボスニアのカウハヴァに住む農民の兄弟、マルッティとパーヴォ・ハカラは、ユッシ・カントラ少尉が指揮する小隊に所属し、他の予備役と合流する。合流後、彼らは列車でセイナヨキへ向かい、マッティ・ラウリラ中佐の指揮するフィンランド陸軍第23連隊の下へ行った。数週間の訓練の後、連隊はカレリア地峡に向かい、カントラたちは戦場になる可能性のある村から村人を避難させたが、まだ戦争は始まっていない為にマルッティ達兵士は暇を持て余した。しばらくの間は訓練を受けながら畑を耕したり、現地の女性と関係を持ったり自由気ままに過ごした。ある朝、ついに戦争が始まったと叩き起こされる。慌てて銃を手に基地から出ると、それは物資を運搬してきた船の汽笛であった。ただの汽笛を敵の侵攻だと勘違いしてしまうほど彼らは戦争に対する経験が皆無だった。その後タイパレ川への進軍を前にラウリラ中佐は連隊に演説を行い、カントラの部下たちは予想される赤軍の攻撃に備えて防御陣地の構築を行った。そして11月30日、赤軍が国境を越えて侵攻、冬戦争が開始された。
12月6日、フィンランド独立記念日にタイパレの戦いが始まり、マルッティとパーヴォの小隊は前線に進出した赤軍の大砲により砲撃を受ける。赤軍はフィンランド軍の塹壕の外に集結、翌日に赤軍は空軍の爆撃を開始し、T-26による戦車や歩兵による人海戦術を開始するが、小隊はこれを抑え込む。パーヴォは負傷して本国に送られ、戦死した4人の兵士たちの葬儀に出席する。実家の母親に戦争のことについて聞かれるが凄惨な戦地のことを母親に伝える気にならず、「誰も生きて帰れない」と答えるのみで多くを語ろうとはしなかった。パーヴォは回復して戦線復帰するが、砲弾が直撃し戦死する。赤軍は何度もフィンランド軍の塹壕を突破しようと突撃してくるが、なんとか防衛に成功。カントラ少尉は、上官から赤軍が放棄した戦車の鹵獲を命じられるが、襲撃で多くの犠牲者を出し、あえなく戦車は破壊されてしまう。12月27日、赤軍はタイパレへの攻撃を停止、小隊はイラヤルヴィへ休養に入り、マルッティは何とか自宅休暇を取得する。
マルッティが戻ると、部隊はÄyräpä村近くのヴオサルミに行き、赤軍がヴオクシ川を渡河するのを阻止するが、フィンランド軍は人海戦術に蹂躙される。マルッティはソ連兵と白兵戦を繰り広げるが死にかけ、フィンランド軍は撤退を余儀なくされる。3月5日、マルッティ、カントラと生き残った兵士は、ヌルモの自軍の攻撃に加わるが遅れてしまい、赤軍の優勢が強まってしまう。さらに人海戦術を喰らい、圧倒的物量の前に圧倒されていまう。3月13日、フィンランド軍は壊滅状態に陥ったが、11時にモスクワ平和条約が調印、冬戦争は終結した。

## 登場兵器
T-26（赤軍）
ツポレフ ANT-40（赤色空軍）
I-16（赤色空軍）
3.7 cm PaK 36（フィンランド軍）

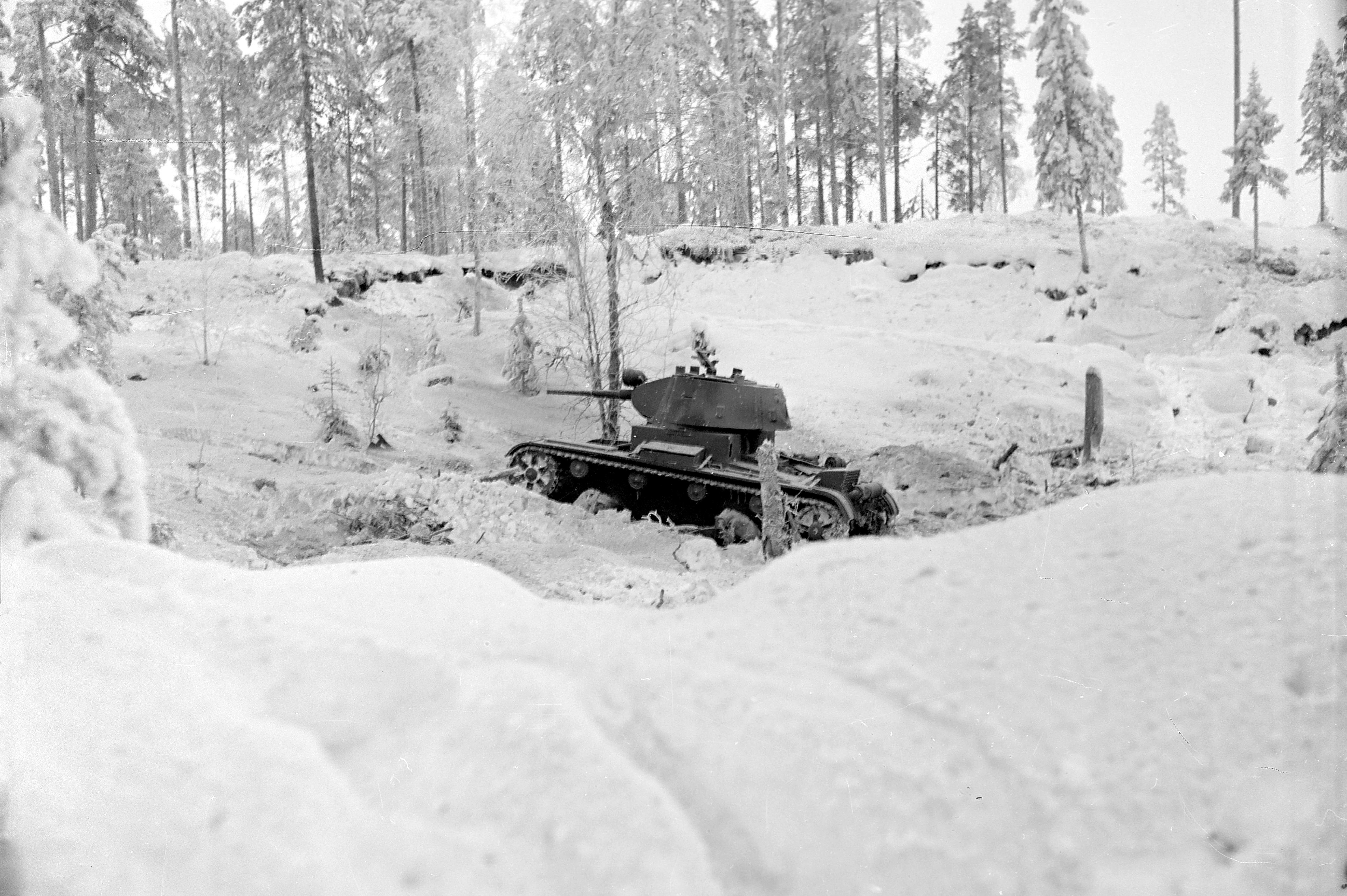
コッラー川を渡るT-26。
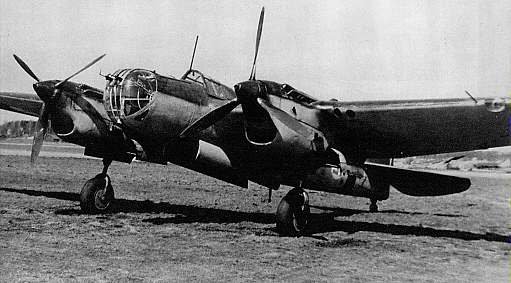
ツポレフSB。
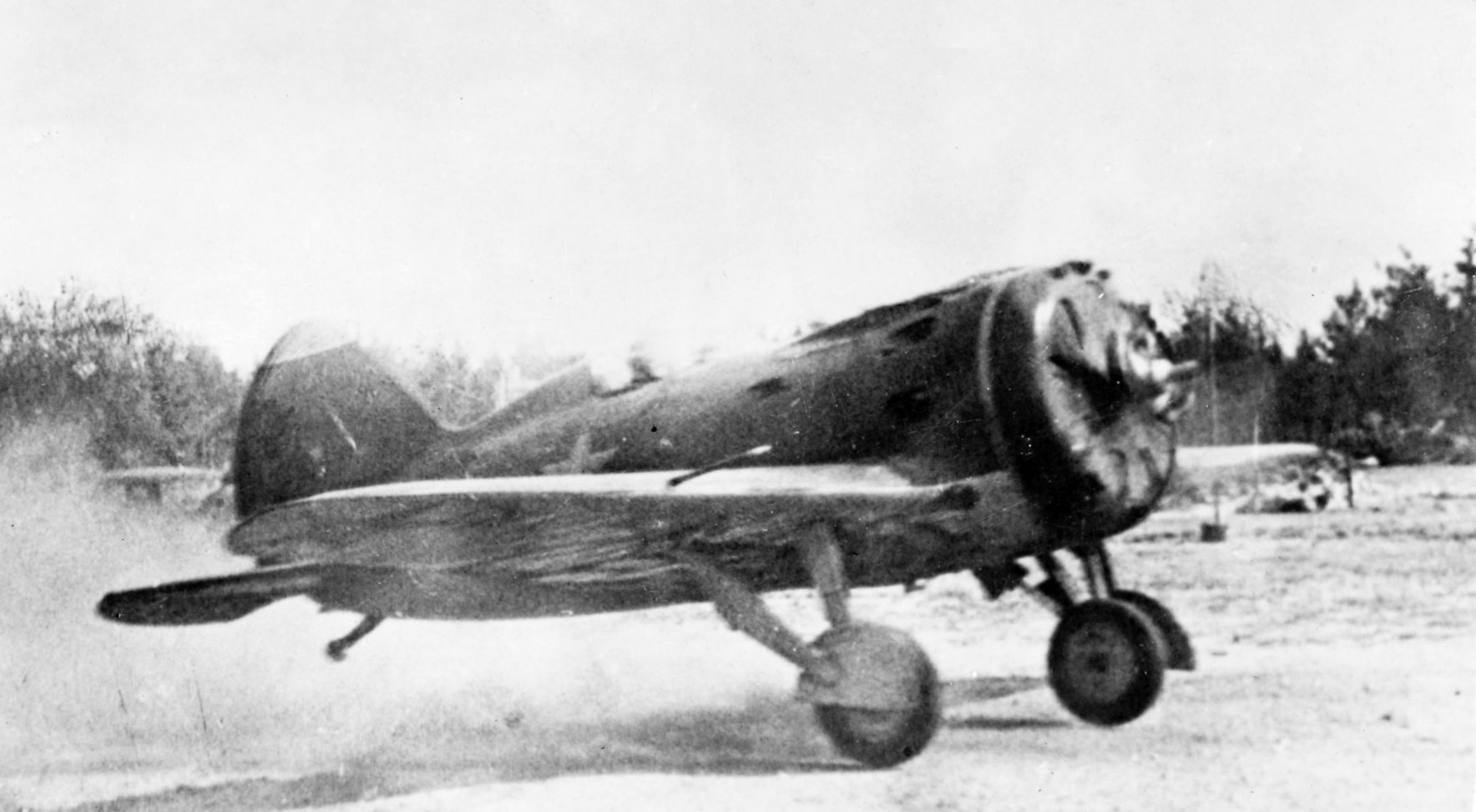
I-16。
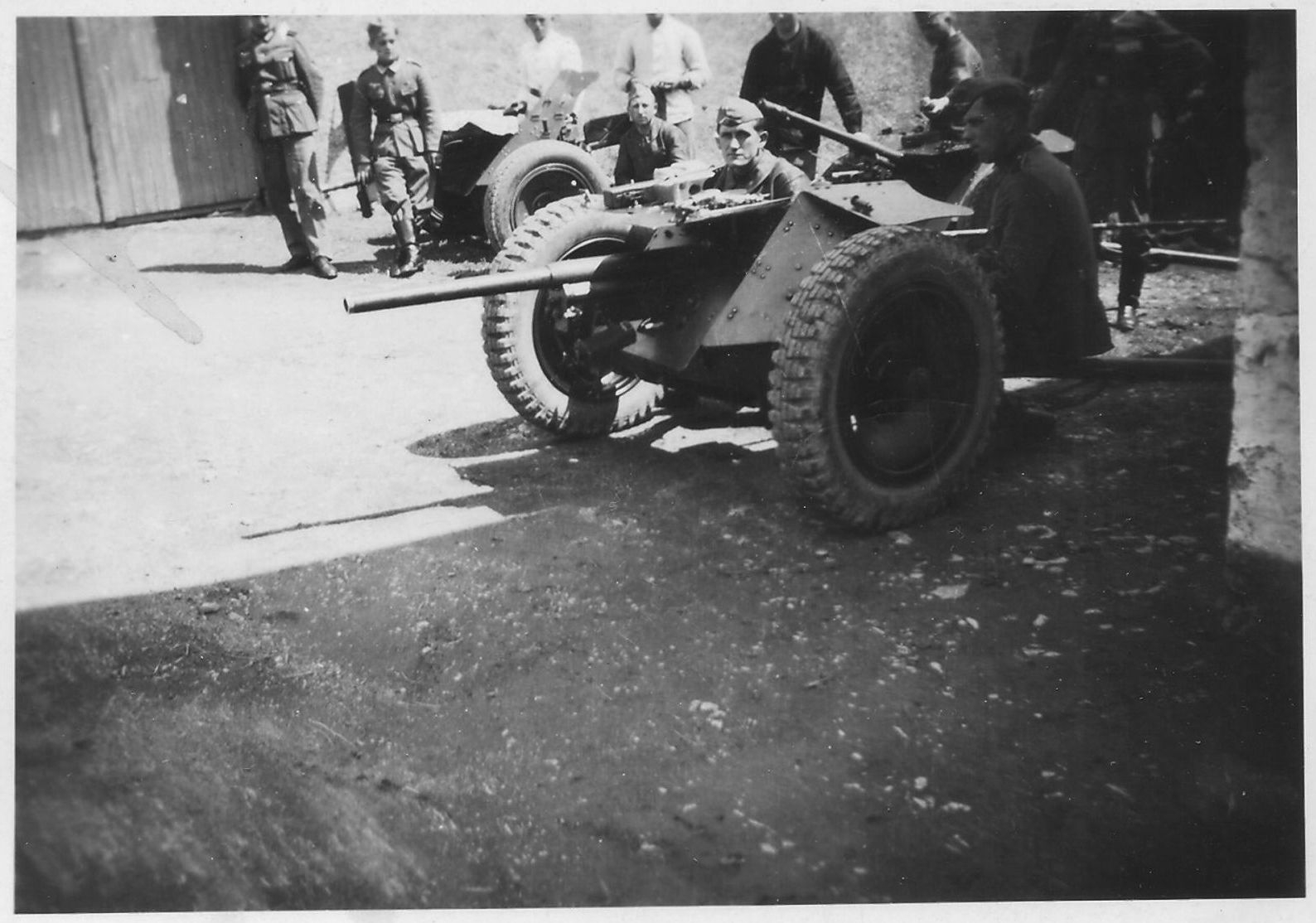
3.7 cm PaK 36。（写真はドイツ軍のもの。）

この他、曳光弾による撮影も行われた。